# Snowboarding na Zimowych Igrzyskach Olimpijskich 2018 – snowboard cross mężczyzn
Snowboard cross mężczyzn – jedna z konkurencji rozgrywanych w ramach snowboardingu na Zimowych Igrzyskach Olimpijskich w Pjongczangu. Zawodnicy rywalizowali w dniu 15 lutego w Bogwang Phoenix Park.
Mistrzem olimpijskim został Francuz Pierre Vaultier. Drugie miejsce zajął Australijczyk Jarryd Hughes. Na trzecim stopniu podium uplasował się Hiszpan Regino Hernández.

## Terminarz
| Data      | Konkurencja    | Godzina rozpoczęcia | Godzina rozpoczęcia |
| Data      | Konkurencja    | Czas CET            | Czas lokalny        |
| --------- | -------------- | ------------------- | ------------------- |
| 15 lutego | Kwalifikacje 1 | 11:00               | 3:00                |
| 15 lutego | Kwalifikacje 2 | 12:10               | 4:10                |
| 15 lutego | 1/8 finału     | 13:30               | 5:30                |
| 15 lutego | 1/4 finału     | 14:04               | 6:04                |
| 15 lutego | 1/2 finału     | 14:25               | 6:25                |
| 15 lutego | Finały         | 14:41               | 6:41                |

## Wyniki

### Kwalifikacje
| Pozycja | Nr | Zawodnik             | Reprezentacja     | Zjazd      | Zjazd      | Najlepszy |
| Pozycja | Nr | Zawodnik             | Reprezentacja     | Przejazd 1 | Przejazd 2 | Najlepszy |
| ------- | -- | -------------------- | ----------------- | ---------- | ---------- | --------- |
| 1.      | 15 | Pierre Vaultier      | Francja           | 1:13,14    | -          | 1:13,14   |
| 2.      | 7  | Omar Visintin        | Włochy            | 1:13,25    | -          | 1:13,25   |
| 3.      | 9  | Regino Hernández     | Hiszpania         | 1:13,67    | -          | 1:13,67   |
| 4.      | 22 | Nikołaj Olunin       | Sportowcy z Rosji | 1:13,78    | -          | 1:13,78   |
| 5.      | 29 | Merlin Surget        | Francja           | 1:13,82    | -          | 1:13,82   |
| 6.      | 5  | Hagen Kearney        | Stany Zjednoczone | 1:13,94    | -          | 1:13,94   |
| 7.      | 1  | Martin Nörl          | Niemcy            | 1:14,12    | -          | 1:14,12   |
| 8.      | 17 | Kevin Hill           | Kanada            | 1:14,24    | -          | 1:14,24   |
| 9.      | 31 | Kalle Koblet         | Szwajcaria        | 1:14,25    | -          | 1:14,25   |
| 10.     | 27 | Ken Vuagnoux         | Francja           | 1:14,29    | -          | 1:14,29   |
| 11.     | 23 | Christopher Robanske | Kanada            | 1:14,35    | -          | 1:14,35   |
| 12.     | 25 | Cameron Bolton       | Australia         | 1:14,35    | -          | 1:14,35   |
| 13.     | 26 | Lorenzo Sommariva    | Włochy            | 1:14,36    | -          | 1:14,36   |
| 14.     | 11 | Paul Berg            | Niemcy            | 1:14,39    | -          | 1:14,39   |
| 15.     | 10 | Nick Baumgartner     | Stany Zjednoczone | 1:14,46    | -          | 1:14,46   |
| 16.     | 28 | Hanno Douschan       | Austria           | 1:14,53    | -          | 1:14,53   |
| 17.     | 16 | Markus Schairer      | Austria           | 1:14,56    | -          | 1:14,56   |
| 18.     | 4  | Emanuel Perathoner   | Włochy            | 1:14,62    | -          | 1:14,62   |
| 19.     | 21 | Jonathan Cheever     | Stany Zjednoczone | 1:14,72    | -          | 1:14,72   |
| 20.     | 13 | Alex Pullin          | Australia         | 1:14,76    | -          | 1:14,76   |
| 21.     | 33 | Jérôme Lymann        | Szwajcaria        | 1:14,77    | -          | 1:14,77   |
| 22.     | 14 | Adam Lambert         | Australia         | 1:14,94    | -          | 1:14,94   |
| 23.     | 30 | Anton Lindfors       | Finlandia         | 1:15,01    | -          | 1:15,01   |
| 24.     | 2  | Alessandro Hämmerle  | Austria           | 1:15,03    | -          | 1:15,03   |
| 25.     | 12 | Jarryd Hughes        | Australia         | 1:15,69    | 1:13,73    | 1:13,73   |
| 26.     | 6  | Lucas Eguibar        | Hiszpania         | 1:18,42    | 1:14,45    | 1:14,45   |
| 27.     | 3  | Mick Dierdorff       | Stany Zjednoczone | 1:15,47    | 1:14,52    | 1:14,52   |
| 28.     | 19 | Michele Godino       | Włochy            | 1:20,88    | 1:14,96    | 1:14,96   |
| 29.     | 39 | Steven Williams      | Argentyna         | 1:17,12    | 1:15,35    | 1:15,35   |
| 30.     | 32 | Lluís Marín Tarroch  | Andora            | 1:15,47    | 1:15,37    | 1:15,37   |
| 31.     | 35 | Daniil Dilman        | Sportowcy z Rosji | 1:15,40    | 1:16,11    | 1:15,40   |
| 32.     | 34 | Jan Kubičík          | Czechy            | 1:15,73    | 1:16,25    | 1:15,73   |
| 33.     | 20 | Konstantin Schad     | Niemcy            | 1:15,73    | DNS        | 1:15,73   |
| 34.     | 38 | Éliot Grondin        | Kanada            | 1:28,89    | 1:15,93    | 1:15,93   |
| 35.     | 36 | Loan Bozzolo         | Francja           | 1:16,15    | 1:16,11    | 1:16,11   |
| 36.     | 24 | Duncan Campbell      | Nowa Zelandia     | 1:16,68    | DNF        | 1:16,68   |
| 37.     | 37 | Laro Herrero         | Hiszpania         | 1:17,62    | 1:16,97    | 1:16,97   |
| 38.     | 8  | Lukas Pachner        | Austria           | 1:16,99    | 1:17,48    | 1:16,99   |
| 39.     | 40 | Mateusz Ligocki      | Polska            | 1:19,48    | 1:19,22    | 1:19,22   |
| 40.     | 18 | Baptiste Brochu      | Kanada            | DNS        | DNS        | DNS       |

## Runda Eliminacyjna

### 1/8 Finału
| Pozycja | Nr | Zawodnik        | Reprezentacja | Uwagi |
| ------- | -- | --------------- | ------------- | ----- |
| 1.      | 25 | Jarryd Hughes   | Australia     | Q     |
| 2.      | 1  | Pierre Vaultier | Francja       | Q     |
| 3.      | 17 | Markus Schairer | Austria       | Q     |
| 4.      | 16 | Hanno Douschan  | Austria       |       |
| 5.      | 40 | Baptiste Brochu | Kanada        | DNS   |

| Pozycja | Nr | Zawodnik            | Reprezentacja | Uwagi |
| ------- | -- | ------------------- | ------------- | ----- |
| 1.      | 24 | Alessandro Hämmerle | Austria       | Q     |
| 2.      | 8  | Kevin Hill          | Kanada        | Q     |
| 3.      | 9  | Kalle Koblet        | Szwajcaria    | Q     |
| 4.      | 33 | Konstantin Schad    | Niemcy        |       |
| 5.      | 32 | Jan Kubičík         | Czechy        |       |

| Pozycja | Nr | Zawodnik        | Reprezentacja | Uwagi |
| ------- | -- | --------------- | ------------- | ----- |
| 1.      | 21 | Jérôme Lymann   | Szwajcaria    | Q     |
| 2.      | 12 | Cameron Bolton  | Australia     | Q     |
| 3.      | 5  | Merlin Surget   | Francja       | Q     |
| 4.      | 29 | Steven Williams | Argentyna     |       |
| 5.      | 36 | Duncan Campbell | Nowa Zelandia |       |

| Pozycja | Nr | Zawodnik          | Reprezentacja     | Uwagi |
| ------- | -- | ----------------- | ----------------- | ----- |
| 1.      | 4  | Nikołaj Olunin    | Sportowcy z Rosji | Q     |
| 2.      | 20 | Alex Pullin       | Australia         | Q     |
| 3.      | 28 | Michele Godino    | Włochy            | Q     |
| 4.      | 13 | Lorenzo Sommariva | Włochy            |       |
| 5.      | 37 | Laro Herrero      | Hiszpania         |       |

| Pozycja | Nr | Zawodnik         | Reprezentacja     | Uwagi |
| ------- | -- | ---------------- | ----------------- | ----- |
| 1.      | 27 | Mick Dierdorff   | Stany Zjednoczone | Q     |
| 2.      | 14 | Paul Berg        | Niemcy            | Q     |
| 3.      | 3  | Regino Hernández | Hiszpania         | Q     |
| 4.      | 19 | Jonathan Cheever | Stany Zjednoczone |       |
| 5.      | 38 | Lukas Pachner    | Austria           |       |

| Pozycja | Nr | Zawodnik             | Reprezentacja     | Uwagi |
| ------- | -- | -------------------- | ----------------- | ----- |
| 1.      | 6  | Hagen Kearney        | Stany Zjednoczone | Q     |
| 2.      | 11 | Christopher Robanske | Kanada            | Q     |
| 3.      | 35 | Loan Bozzolo         | Francja           | Q     |
| 4.      | 22 | Adam Lambert         | Australia         |       |
| 5.      | 30 | Lluís Marín Tarroch  | Andora            |       |

| Pozycja | Nr | Zawodnik       | Reprezentacja     | Uwagi |
| ------- | -- | -------------- | ----------------- | ----- |
| 1.      | 7  | Martin Nörl    | Niemcy            | Q     |
| 2.      | 10 | Ken Vuagnoux   | Francja           | Q     |
| 3.      | 23 | Anton Lindfors | Finlandia         | Q     |
| 4.      | 31 | Daniil Dilman  | Sportowcy z Rosji |       |
| 5.      | 34 | Éliot Grondin  | Kanada            |       |

| Pozycja | Nr | Zawodnik           | Reprezentacja     | Uwagi |
| ------- | -- | ------------------ | ----------------- | ----- |
| 1.      | 18 | Emanuel Perathoner | Włochy            | Q     |
| 2.      | 15 | Nick Baumgartner   | Stany Zjednoczone | Q     |
| 3.      | 39 | Mateusz Ligocki    | Polska            | Q     |
| 4.      | 2  | Omar Visintin      | Włochy            |       |
| 5.      | 26 | Lucas Eguibar      | Hiszpania         |       |

### Ćwierćfinał
| Pozycja | Nr | Zawodnik            | Reprezentacja | Uwagi |
| ------- | -- | ------------------- | ------------- | ----- |
| 1.      | 1  | Pierre Vaultier     | Francja       | Q     |
| 2.      | 25 | Jarryd Hughes       | Australia     | Q     |
| 3.      | 24 | Alessandro Hämmerle | Austria       | Q     |
| 4.      | 8  | Kevin Hill          | Kanada        |       |
| 5.      | 9  | Kalle Koblet        | Szwajcaria    |       |
| 6.      | 17 | Markus Schairer     | Austria       |       |

| Pozycja | Nr | Zawodnik             | Reprezentacja     | Uwagi |
| ------- | -- | -------------------- | ----------------- | ----- |
| 1.      | 3  | Regino Hernández     | Hiszpania         | Q     |
| 2.      | 27 | Mick Dierdorff       | Stany Zjednoczone | Q     |
| 3.      | 11 | Christopher Robanske | Kanada            | Q     |
| 4.      | 6  | Hagen Kearney        | Stany Zjednoczone |       |
| 5.      | 14 | Paul Berg            | Niemcy            |       |
| 6.      | 35 | Loan Bozzolo         | Francja           |       |

| Pozycja | Nr | Zawodnik       | Reprezentacja     | Uwagi |
| ------- | -- | -------------- | ----------------- | ----- |
| 1.      | 4  | Nikołaj Olunin | Sportowcy z Rosji | Q     |
| 2.      | 20 | Alex Pullin    | Australia         | Q     |
| 3.      | 12 | Cameron Bolton | Australia         | Q     |
| 4.      | 21 | Jérôme Lymann  | Szwajcaria        |       |
| 5.      | 5  | Merlin Surget  | Francja           |       |
| 6.      | 28 | Michele Godino | Włochy            |       |

| Pozycja | Nr | Zawodnik           | Reprezentacja     | Uwagi |
| ------- | -- | ------------------ | ----------------- | ----- |
| 1.      | 7  | Martin Nörl        | Niemcy            | Q     |
| 2.      | 15 | Nick Baumgartner   | Stany Zjednoczone | Q     |
| 3.      | 23 | Anton Lindfors     | Finlandia         | Q     |
| 4.      | 18 | Emanuel Perathoner | Włochy            |       |
| 5.      | 39 | Mateusz Ligocki    | Polska            |       |
| 6.      | 10 | Ken Vuagnoux       | Francja           |       |

### Półfinał
| Pozycja | Nr | Zawodnik            | Reprezentacja     | Uwagi |
| ------- | -- | ------------------- | ----------------- | ----- |
| 1.      | 20 | Alex Pullin         | Australia         | Q     |
| 2.      | 25 | Jarryd Hughes       | Australia         | Q     |
| 3.      | 1  | Pierre Vaultier     | Francja           | Q     |
| 4.      | 12 | Cameron Bolton      | Australia         |       |
| 5.      | 24 | Alessandro Hämmerle | Austria           |       |
| 6.      | 4  | Nikołaj Olunin      | Sportowcy z Rosji |       |

| Pozycja | Nr | Zawodnik             | Reprezentacja     | Uwagi |
| ------- | -- | -------------------- | ----------------- | ----- |
| 1.      | 3  | Regino Hernández     | Hiszpania         | Q     |
| 2.      | 15 | Nick Baumgartner     | Stany Zjednoczone | Q     |
| 3.      | 27 | Mick Dierdorff       | Stany Zjednoczone | Q     |
| 4.      | 7  | Martin Nörl          | Niemcy            |       |
| 5.      | 23 | Anton Lindfors       | Finlandia         |       |
| 6.      | 11 | Christopher Robanske | Kanada            |       |

### Finał
Mały Finał
| Pozycja | Nr | Zawodnik             | Reprezentacja     |
| ------- | -- | -------------------- | ----------------- |
| 7.      | 24 | Alessandro Hämmerle  | Austria           |
| 8.      | 7  | Martin Nörl          | Niemcy            |
| 9.      | 23 | Anton Lindfors       | Finlandia         |
| 10.     | 12 | Cameron Bolton       | Australia         |
| 11.     | 4  | Nikołaj Olunin       | Sportowcy z Rosji |
| 12.     | 11 | Christopher Robanske | Kanada            |

Finał
| Pozycja | Nr | Zawodnik         | Reprezentacja     |
| ------- | -- | ---------------- | ----------------- |
| złoto   | 1  | Pierre Vaultier  | Francja           |
| srebro  | 25 | Jarryd Hughes    | Australia         |
| brąz    | 3  | Regino Hernández | Hiszpania         |
| 4.      | 15 | Nick Baumgartner | Stany Zjednoczone |
| 5.      | 27 | Mick Dierdorff   | Stany Zjednoczone |
| 6.      | 20 | Alex Pullin      | Australia         |